# Vennhausen
Vennhausen ist ein Stadtteil im Osten der nordrhein-westfälischen Landeshauptstadt Düsseldorf. Er ist Teil des Stadtbezirks 8. Vennhausen liegt nahe dem Niederbergischen Land und am südlichen Arm der Düssel. Der Stadtteil ist überwiegend von lockerer Einfamilienhausbebauung aus der Vorkriegszeit insbesondere durch die Siedlungen „Tannenhof“, „Freiheit“ und „Kolping“ geprägt. Mit der Siedlung „Am Schmiedekotten“ entstand ab 2013 die jüngste Siedlung des Stadtteils.

## Lage
Vennhausen liegt rund vier Kilometer südöstlich der Düsseldorfer Innenstadt am Rande des Eller Forsts, eines ausgedehnten Wald- und Naherholungsgebiets am östlichen Stadtrand. Im Norden grenzt Vennhausen an Gerresheim, im Osten an Unterbach, im Süden an Unterbach und Eller und im Westen an Eller und Lierenfeld. Die Südliche Düssel durchfließt den Stadtteil in nord-südlicher Richtung.

## Geschichte
Vennhausen bestand bis vor einigen hundert Jahren nur aus einem sumpfigen Gebiet, woher auch der Name des Stadtteils (Venn ist ein norddeutsches Wort für Moor oder Sumpf) rührt und wurde auch entsprechend spät und auch dann erst allmählich besiedelt.
1809 wurde Vennhausen, unter Anleitung napoleonischer Herrschaft, in die Bürgermeisterei Gerresheim eingegliedert, zu der auch Ludenberg, Erkrath, Bruchhausen, Unterbach, Dorp und Morp gehörten und 42 Jahre später, im Jahr 1851, in der „Samtgemeinde Gerresheim“ zusammengefasst. 1909 erfuhren Gerresheim und damit auch Vennhausen die Eingemeindung nach Düsseldorf. Bis 1975 existierte eine durch einen Waldgürtel getrennte von der Bebauung des restlichen Vennhausen über ein Kilometer entfernte östliche Siedlung des Stadtteiles. Diese schloss nahtlos an die Bebauung Unterbachs an, das bis dahin einen Stadtteil der Nachbarstadt Erkrath darstellte. Mit der Eingemeindung Unterbachs nach Düsseldorf 1975 wurde ihm dieser Teil Vennhausens hinzugefügt, der schon zuvor mit ihm kirchlich, kulturell und schulisch sowie in den Vereinen und beim Einkaufen eine Einheit bildete. Denn in diesem Teil Vennhausens war keine dieser Einrichtungen zu finden. Noch heute ist diese ehemalige Stadtgrenze am Namensübergang der Unterbacher Hauptstraße von Rathelbeckstraße im ehemaligen Vennhausen zu Gerresheimer Landstraße im ehemaligen Unterbach zu erkennen. Ebenso wurde der naturgeschützte Teil des Eller Forst abgegeben.
1872 bekam Vennhausen einen Bahnhof, der sich noch heute an der Grenze zu Eller im Südwesten des Stadtteils befindet und dafür gedacht war, die Arbeiter in die nahegelegenen Fabriken, wie zum Beispiel die Gerresheimer Glashütte, zu bringen. In den 1970er Jahren wurde das Bahnhofsgebäude als „Kulturbahnhof Eller“ zum Künstleratelier umgewidmet. Bis ins 20. Jahrhundert war Vennhausen ausschließlich landwirtschaftlich geprägt. Erst ab 1919 fand eine Besiedlung in größerem Umfang statt. Die beiden bis heute stadtbildprägenden Siedlungen „Freiheit“ und „Tannenhof“ entstanden in der Weimarer Republik. Die „Kolpingsiedlung“ kam Ende der 1950er Jahre hinzu. Ab 2009 entstand auf dem Gelände einer ehemaligen Farbenfabrik mit dem „Veenpark“ eine weitere Siedlung.

### Siedlung Freiheit

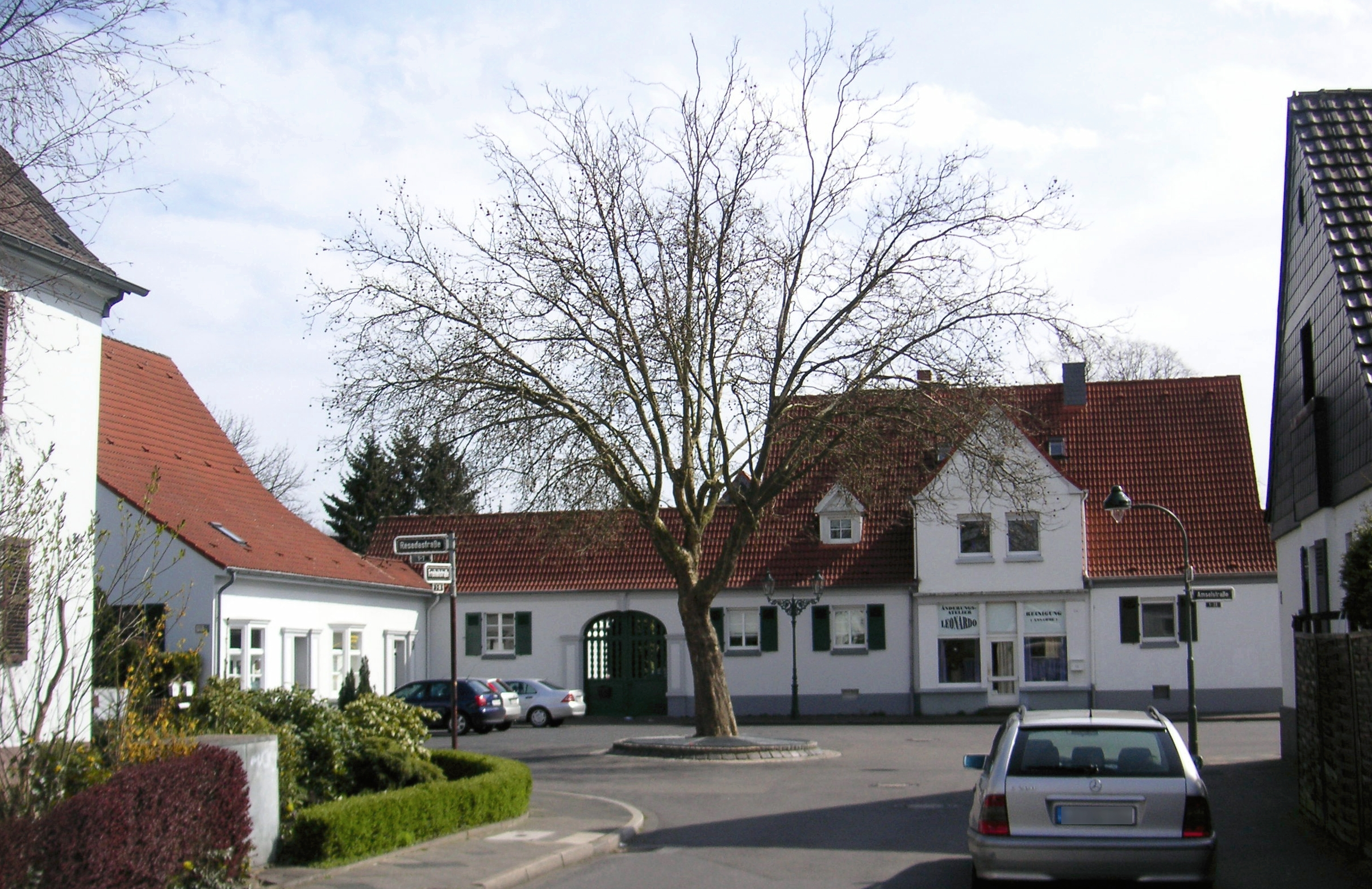
Siedlung „Freiheit“

Als 1919 die Soldaten aus dem Ersten Weltkrieg zurückkehrten, war die Wohnungsnot in Düsseldorf groß. Im selben Jahr gründeten 152 Arbeiter der von Derendorf nach Lierenfeld angesiedelten Waggonfabrik Gebr. Schöndorff AG den „Gemeinnützigen Arbeiter-Bauverein Freiheit“. Unter den Arbeiter- und Soldatenräten wurde das Gelände des Forsthofes an der Vennhauser Allee zum Zweck der Besiedlung enteignet; anderen Quellen zufolge erwarb die Genossenschaft vom Bergischen Schulfonds das ehemalige Gelände des Monckartshofes. Der Eigner der Schöndorff AG, der jüdische Industrielle Albert Schöndorff, war maßgeblich an der Finanzierung der Genossenschaft beteiligt. So entstanden die ersten 300 Wohnungen an dieser Stelle. Ab 1927 beteiligten sich auch andere Wohnungsbauvereine an dem Projekt. Teile der damals errichteten Gebäude stehen heute unter Denkmalschutz.
Albert Schöndorff wurde 1938 von den Nationalsozialisten aus der Genossenschaft ausgeschlossen. 1942 wurde er in Amsterdam von der Gestapo verhaftet und nach Auschwitz deportiert, wo er ermordet wurde. 2005 benannte die Stadt Düsseldorf einen Platz im benachbarten Stadtteil Lierenfeld nach Albert Schöndorff.
Die Siedlung Freiheit war der Kern der heutigen Wohnungsgenossenschaft Düsseldorf-Ost, die heute über 4512 Wohnungen vermietet und 8836 Mitglieder hat.

### Siedlung Tannenhof

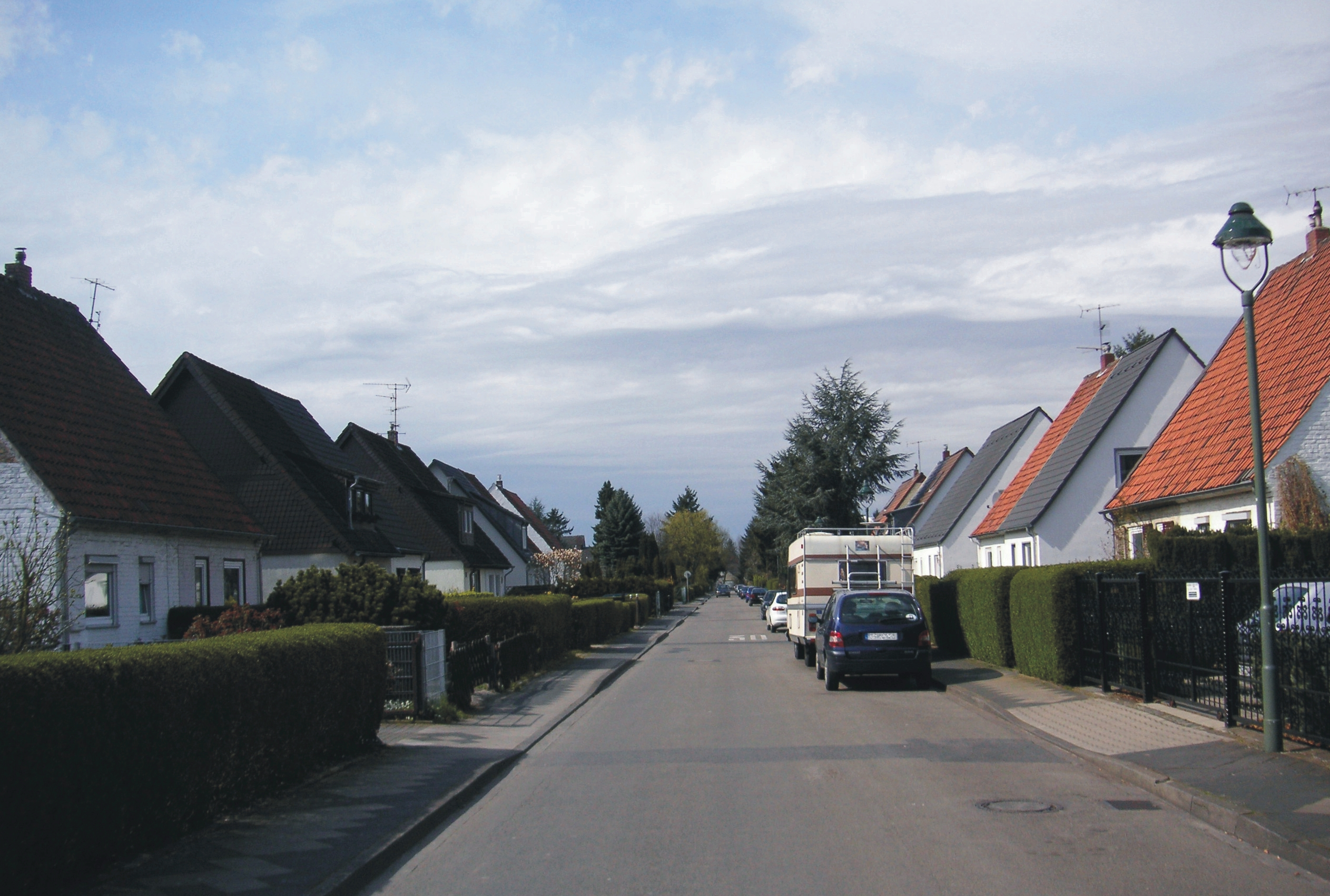
Typischer Straßenzug in der Tannenhofsiedlung

Zur Zeit der Weltwirtschaftskrise in Deutschland 1929–1933 verloren viele Düsseldorfer ihre Wohnungen, da sie die Miete nicht mehr zahlen konnten. Am östlichen Rand der Stadt, der noch weitgehend unbebaut war, entstanden Schwarzbauten. Um diese Entwicklung in geordnete Bahnen laufen zu lassen, schrieb die Stadt mehrere Siedlungsgebiete aus, auf denen Erwerbslose in Eigenhilfe und mit Unterstützung durch öffentliche Darlehen eigene Häuser bauen konnten. Eines dieser Gebiete war das „Gut Tannenhof“ zwischen der Güterzugstrecke Rath-Eller-Hilden und dem Lauf der südlichen Düssel. Der Name des Gutes leitete sich von den Tannen ab, die man gepflanzt hatte, um bessere klimatische Bedingungen zu erzielen. Auch heute noch stehen in zahlreichen Gärten der Siedlung große Tannen und andere Nadelbäume.
1932 entstand die „Siedlergemeinschaft Tannenhof“ und mit der Bebauung des Geländes wurde zügig begonnen. 1937 errichtete der Architekt und künstlerische Leiter des Architekturbüros der Reichsausstellung „Schaffendes Volk“, Arnold Emundts, die Volksschule Tannenhof. Heute sind in der Interessengemeinschaft Tannenhof e. V. rund 1200 Mitglieder organisiert.

## Freizeit

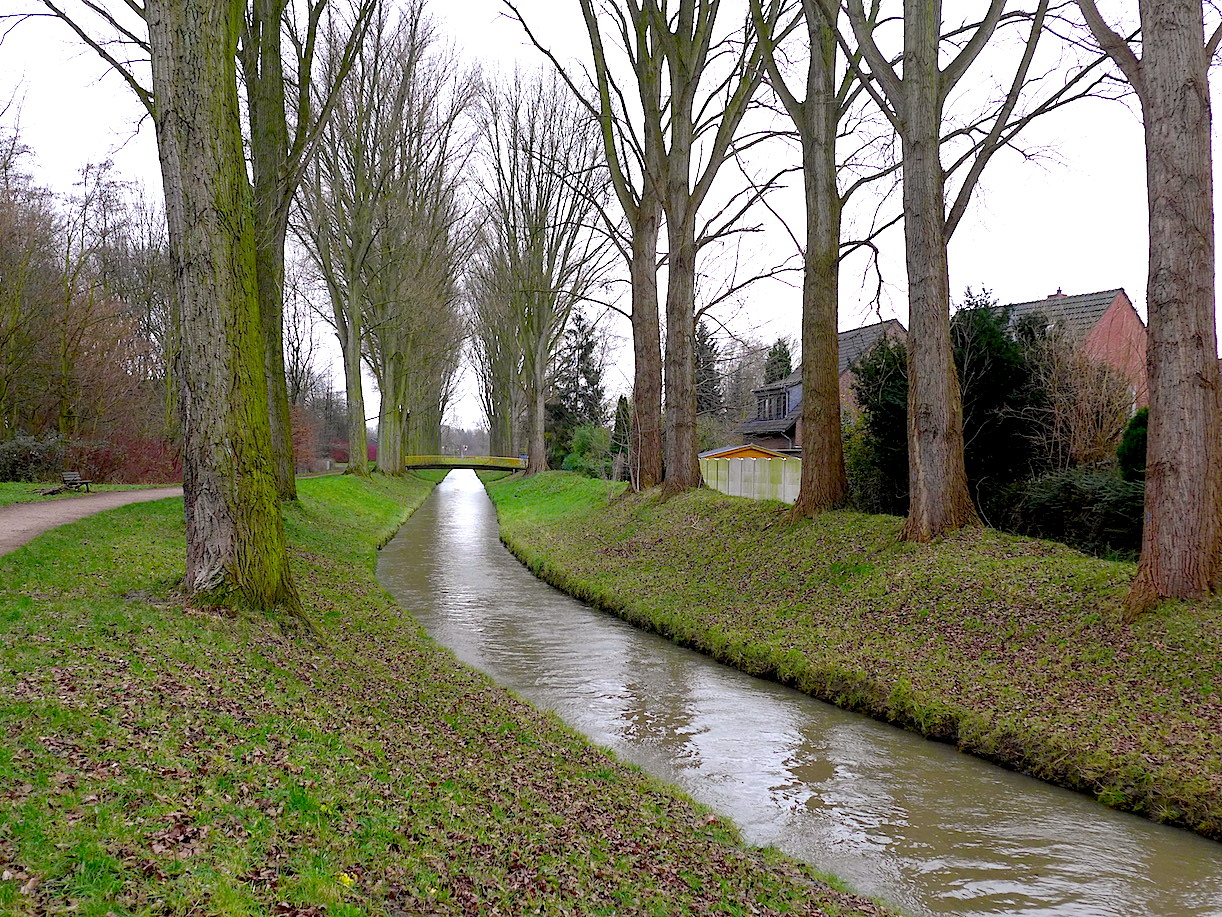
Südliche Düssel

Vennhausen liegt am Rande des Eller Forsts, der einen Teil des östlichen Düsseldorfer Stadtwaldgürtels bildet und ein beliebtes Freizeitareal ist. Im nordöstlichen Teil des Stadtteils an der Rothenbergstraße liegt ein Hügel, unter dem sich eine ehemalige Hausmülldeponie befindet, die heute von Mischwald überwachsen ist. Weiter östlich schließt sich im benachbarten Stadtteil Unterbach das Naherholungsgebiet Unterbacher See an, das eine Vielzahl an Freizeitmöglichkeiten für Badegäste zweier Strandbäder sowie für Surfer, Segler und Angler bietet. Dieses naturgeschützte Gebiet ist Heimat für 41 verschiedene Vogel- und circa 150 Pflanzenarten. Direkt an der Grenze zwischen Vennhausen und Gerresheim teilt sich die Düssel in einen nördlichen und südlichen Arm. Letzterer fließt durch Vennhausen und bietet einen beliebten Spazierweg. Daneben gibt es noch einige Reitställe sowie zwei Sportplätze im Stadtteil bzw. unmittelbar angrenzend.

## Verkehr
In der Nähe der Stadtteilgrenze befindet sich der S-Bahnhof Gerresheim. Dort verkehren S-Bahnzüge der DB: S8 und S68 sowie die Regiobahn S28. Alternativ findet man an der Grenze zu Eller den S-Bahnhof Eller, auf dem die S1 verkehrt.
Im Stadtteilgebiet fahren die Buslinien der Rheinbahn 721, 722, 724, 730, 735, 736, 737, 781 und 891.